# Hrabstwo Yankton
Hrabstwo Yankton (ang. Yankton County) – hrabstwo w stanie Dakota Południowa w Stanach Zjednoczonych. Obszar całkowity hrabstwa obejmuje powierzchnię 532,62 mil² (1379,48 km²). Według szacunków United States Census Bureau w roku 2009 miało 21 986 mieszkańców.
Hrabstwo powstało w 1862 roku. Na jego terenie znajdują się następujące gminy (townships): Jamesville, Marindahl, Mayfield, Turkey Valley i Walshtown.

## Miejscowości
- Gayville
- Lesterville
- Mission Hill
- Utica
- Yankton
- Volin